# ティレル・005
ティレル・005 (Tyrrell 005) は、ティレルがF1世界選手権用に製作したフォーミュラ1カー。デザイナーはデレック・ガードナー。1972年終盤から1974年序盤まで使用された。
ジャッキー・スチュワートが1972年の終盤4戦でドライブした。シャシーは1台しか製作されなかった。ガードナーはスチュワートのスタイルと能力に合わせて94.05 in (238.9 cm)の特に短いホイールベースで設計した。

## レース戦績
005のデビュー戦は1972年オーストリアグランプリで、スチュワートは7位に入った。イタリアグランプリではクラッチのトラブルが生じ、スチュワートはリタイアとなった。第11戦カナダグランプリでは優勝を遂げる。続くアメリカグランプリも優勝し、2連勝となった。
1973年シーズン、スチュワートは開幕2戦を005で戦った。アルゼンチングランプリで3位となり、ブラジルグランプリでは2位に入る。フランソワ・セベールは第3戦南アフリカグランプリで005をドライブしたが、非完走扱いとなった。クリス・エイモンはカナダグランプリでドライブ、10位に入った。エイモンは最終戦アメリカグランプリでもドライブする予定であったが、セベールが予選で事故死し、チームはレースから撤退した。
1974年、005は序盤3戦でパトリック・デパイユによって使用された。開幕戦アルゼンチングランプリでデパイユは6位となる。第2戦ブラジルでは8位、005の最終戦となった南アフリカでは4位に入った。チームはその後、005に代えて006を投入した。

## F1における全成績
(key) （斜体はファステストラップ）
| 年     | チーム                   | エンジン                    | タイヤ | ドライバー               | 1                | 2              | 3              | 4            | 5            | 6            | 7                | 8            | 9                | 10           | 11         | 12                 | 13           | 14         | 15                 | ポイント | 順位 |
| ------ | ------------------------ | --------------------------- | ------ | ------------------------ | ---------------- | -------------- | -------------- | ------------ | ------------ | ------------ | ---------------- | ------------ | ---------------- | ------------ | ---------- | ------------------ | ------------ | ---------- | ------------------ | -------- | ---- |
| 1972年 | エルフ・チーム・ティレル | フォード コスワース DFV     | G      |                          | アルゼンチンの旗 | 南アフリカの旗 | スペインの旗   | モナコの旗   | ベルギーの旗 | フランスの旗 | イギリスの旗     | ドイツの旗   | オーストリアの旗 | イタリアの旗 | カナダの旗 | アメリカ合衆国の旗 |              |            |                    | 51       | 2    |
| 1972年 | エルフ・チーム・ティレル | フォード コスワース DFV     | G      | ジャッキー・スチュワート |                  |                |                |              |              |              |                  |              | 7                | Ret          | 1          | 1                  |              |            |                    | 51       | 2    |
| 1973年 | エルフ・チーム・ティレル | フォード コスワース DFV 3.0 | G      |                          | アルゼンチンの旗 | ブラジルの旗   | 南アフリカの旗 | スペインの旗 | ベルギーの旗 | モナコの旗   | スウェーデンの旗 | フランスの旗 | イギリスの旗     | オランダの旗 | ドイツの旗 | オーストリアの旗   | イタリアの旗 | カナダの旗 | アメリカ合衆国の旗 | 82       | 2    |
| 1973年 | エルフ・チーム・ティレル | フォード コスワース DFV 3.0 | G      | ジャッキー・スチュワート | 3                | 2              |                |              |              |              |                  |              |                  |              |            |                    |              |            |                    | 82       | 2    |
| 1973年 | エルフ・チーム・ティレル | フォード コスワース DFV 3.0 | G      | フランソワ・セベール     |                  |                | NC             |              |              |              |                  |              |                  |              |            |                    |              |            |                    | 82       | 2    |
| 1973年 | エルフ・チーム・ティレル | フォード コスワース DFV 3.0 | G      | クリス・エイモン         |                  |                |                |              |              |              |                  |              |                  |              |            |                    |              | 10         | NS                 | 82       | 2    |
| 1974年 | エルフ・チーム・ティレル | フォード コスワース DFV 3.0 | G      |                          | アルゼンチンの旗 | ブラジルの旗   | 南アフリカの旗 | スペインの旗 | ベルギーの旗 | モナコの旗   | スウェーデンの旗 | オランダの旗 | フランスの旗     | イギリスの旗 | ドイツの旗 | オーストリアの旗   | イタリアの旗 | カナダの旗 | アメリカ合衆国の旗 | 52       | 3    |
| 1974年 | エルフ・チーム・ティレル | フォード コスワース DFV 3.0 | G      | パトリック・デパイユ     | 6                | 8              | 4              |              |              |              |                  |              |                  |              |            |                    |              |            |                    | 52       | 3    |

## 参照
1. ↑  Sutcliffe, Stephen (March 1998). “Blue Genie”. Motor Sport magazine:  43.
2. ↑  Sutcliffe, Stephen (March 1998). “Blue Genie”. Motor Sport magazine:  42.
3. ↑  “Grand Prix results, Austrian GP 1972”. grandprix.com. 2015年12月21日閲覧。
4. ↑  “Grand Prix results, Italian GP 1972”. grandprix.com. 2015年12月21日閲覧。
5. ↑  “Grand Prix results, Canadian GP 1972”. grandprix.com. 2015年12月21日閲覧。
6. ↑  “Grand Prix results, United States GP 1972”. grandprix.com. 2015年12月21日閲覧。
7. ↑  “Grand Prix results, Argentine GP 1973”. grandprix.com. 2015年12月21日閲覧。
8. ↑  “Grand Prix results, Brazilian GP 1973”. grandprix.com. 2015年12月21日閲覧。
9. ↑  “Grand Prix results, South African GP 1973”. grandprix.com. 2015年12月21日閲覧。
10. ↑  “Grand Prix results, Canadian GP 1973”. grandprix.com. 2015年12月21日閲覧。
11. ↑  “Grand Prix results, United States GP 1973”. grandprix.com. 2015年12月21日閲覧。
12. ↑  “Grand Prix results, Argentine GP 1974”. grandprix.com. 2015年12月21日閲覧。
13. ↑  “Grand Prix results, Brazilian GP 1974”. grandprix.com. 2015年12月21日閲覧。
14. ↑  “Grand Prix results, South African GP 1974”. grandprix.com. 2015年12月21日閲覧。
15. ↑  ティレル・002、ティレル・003、ティレル・004、ティレル・006によるポイントも含む
16. ↑  ティレル・006によるポイントも含む
17. ↑  フランソワ・セベールの死亡事故の後、チームは本戦を出場辞退した。
18. ↑  ティレル・006、ティレル・007によるポイントも含む